# كبريتيد الكالسيوم
 كبريتيد الكالسيوم مركب كيميائي له الصيغة CaS ، ويكون على شكل بلورات بيضاء في الحالة النقية، غالباً ما يوجد على شكل مسحوق ذو لون مصفر.

## الخواص
- تتأكسد بلورات كبريتيد الكالسيوم ببطء نتيجة التماس مع الهواء إلى كبريتات الكالسيوم، وبوجود الرطوبة ينفصل كبريتيد الهيدروجين.
- مركب كبريتيد الكالسيوم ضعيف الانحلال في الماء البارد، لكنه مع الماء الساخن يتفاعل مع الماء، فنحصل أيضاً على كبريتيد الهيدروجين بالإضافة إلى الحصول على هيدروكسيد الكالسيوم حسب المعادلة:

CaS + 2H2O → Ca(OH)2 + H2S
- لمركب كبريتيد الكالسيوم بنية بلورية مشابهة لملح كلوريد الصوديوم، وهي بنية مكعبة مركزية الوجوه.

## التحضير
يحضر مركب كبريتيد الكالسيوم من الاختزال الكربوحراري لمركب كبريتات الكالسيوم:
CaSO4 + 2C → CaS + 2CO2
مركب كبريتيد الكالسيوم الناتج يتفاعل لاحقاً ليشكل أكسيد الكالسيوم وثنائي أكسيد الكبريت
3CaSO4 + CaS → 4CaO + 4SO2
يمكن أن يحضر المركب أيضاً من تمرير غاز كبريتيد الهيدروجين على كربونات الكالسيوم عند الدرجة 1000°س.